# 김근환
김근환 (한국 한자: 金根煥, 1986년 8월 12일 ~ )은 대한민국의 전 축구 선수로서 포지션은 센터백이었다. 천안초등학교, 천안농업고등학교(현 천안제일고등학교)를 거쳐 경희대학교에 진학하였다.

## 클럽 경력
2008년 J리그의 요코하마 F. 마리노스에 입단하여 활동 중몬테디오 야마가타로 임대된 후 돌아왔다가 다시 사간 도스로 임대되었다.
2013년 1월 알비렉스 니가타로 완전 이적하였다.
2014 시즌을 앞두고 울산 현대로 이적한 후, 7월 6일에 열린 성남과의 원정 경기에 선발 출장하여 본인의 K리그 데뷔전을 치렀다.
2015 시즌 종료 후, 수원 FC로 이적하였다.
2017년 1월 6일, FC 서울에 입단하였다.
2017년 6월 27일, 경남 FC에 입단하였다. 2017년 7월 3일에 열린 수원 FC와의 경기에서 경남 이적 후 첫 골을 넣었다.
2019년 1월 12일 인천 유나이티드에 입단했다.
2020시즌을 앞두고 K3리그의 강릉시청으로 이적했다.

## 국가 대표 경력
2007년 11월 올림픽 대표팀에 발탁되어 2008년 7월 16일 과테말라와의 친선경기에서 첫 득점을 올렸으며, 대학생 선수 중 유일하게 2008년 하계 올림픽 대표팀 최종명단에 포함되었다.
2009년 6월 3일 오만과의 친선경기에서 A매치에 데뷔하였지만 이 경기가 공식 A매치로 인정받지는 못 하였다.

## 플레이 스타일
193cm의 장신이라는 신체조건을 갖고 있으며, 과거에 공격수로 활약하는 등 공격력을 겸비하였다.

## 경력 사항
- 2008년 ~ 2012년  요코하마 F. 마리노스
- 2010년  몬테디오 야마가타 (임대)
- 2012년  사간 도스 (임대)
- 2013년  알비렉스 니가타
- 2014년 ~ 2015년 울산 현대 축구단
- 2016년  수원 FC
- 2017년  FC 서울
- 2017년 ~ 2018년  경남 FC
- 2019년  인천 유나이티드 FC
- 2020년  강릉시청

## 수상

### 클럽
경남 FC
- K리그 챌린지 : 우승 (2017)

### 개인
- 2007년 스포츠토토 한국축구대상 아마추어부문 MVP

## 방송
- tvN 《전설이 떴다 군대스리가》 (2022년)